# جيمي كاروثرز
جيمي كاروثرز (بالإنجليزية: Jimmy Carruthers)‏ كان ملاكم أسترالي صنّف ضمن فئة وزن الديك. سبق أن شارك في دورة الألعاب الأولمبية الصيفية.

## إحصائيات
خاض خلال مسيرته 25 نزالا، فاز في 21 ولم يتعادل وخسر في 4. فاز بالضربة القاضية في 13 نزالا.

## روابط خارجية
- جيمي كاروثرز على موقع بوكس ريك (الإنجليزية) (registration required)
- جيمي كاروثرز على موقع أوليمبيديا (الإنجليزية)
- جيمي كاروثرز على موقع اللجنة الأولمبية الأسترالية (الإنجليزية)
- جيمي كاروثرز على موقع قاعة أستراليا للمشاهير الرياضية (الإنجليزية)